# Lord and Lady Algy
Lord and Lady Algy és una pel·lícula muda de la Goldwyn Pictures dirigida per Harry Beaumont i protagonitzada per Tom Moore i Naomi Childers. La pel·lícula, basada en la l'obra de teatre homònima de R.C. Carton (1898), es va estrenar l'1 de setembre de 1919.

## Argument
Lord i Lady Algernon “Algy” Chetland se separen amigablement, ja que no deixen d'admirar-se mútuament, després que el marit trenqui la promesa de deixar d'apostar. Lord Algy decideix recuperar la seva fortuna apostant tot el que li queda per un cavall en una carrera. Quan el Gran Derby s'acosta, Lady Algy s'assabenta dels plans del seu marit i veu que aquell cavall no pot guanyar. Lady Algy fa amistat amb Jethroe que li recomana d'apostar per un altre i ella ho fa amb l'esperança de guanyar prou per recuperar les pèrdues del seu marit.
Mentrestant, el germà gran de Lord Algy, un home molt faldiller, flirteja amb l'esposa d'un amic del seu germà, el magnat del sabó Brabazon Tudway. Algy s'assabenta que volen fugir plegats i fingeix cooperar, permetent que usin les seves cambres per a trobar-se, amb l'esperança de persuadir la Mrs. Tudway perquè es quedi amb el seu marit. .
El cavall d'Algy perd la carrera però guanya el de Lady Algy. Brabazon Tudway descobreix la seva dona a les cambres de Lord Algy i el sospita que aquest està seduint la seva dona. En aquell moment arriba Lady Algy, dona un cop d'ull a la situació i convençuda de la innocència del seu marit arregla diplomàticament la situació convencent Brabazon de que la seva dona es trobava allà per conèixer-la a ella. Quan marxen, Lady Algy explica a Lord Algy del seu èxit amb la carrera i es reconcilien.

## Repartiment
- Tom Moore (Lord Algy)
- Naomi Childers (Lady Algy)
- Leslie Stuart (Jethroe)
- Frank Leigh (marquès de Quarmby)
- William Burress (Brabazon Tudway)
- Alec B. Francis (Swepson)
- Philo McCullough (Standage)
- Mabel Ballin (Mrs. Tudway)
- Kate Lester (Mrs. Vokins)
- Hal Taintor (Annesley)
- Herbert Standing (paper indeterminat)
- Jack Duffy (paper indeterminat)